# Altaarnis
Een altaarnis is een nis die zich in een kerkmuur bevindt.
Altaarnissen waren meestal uitgespaard in de zijmuren of de dwarsarmen van de kerk, om de diverse zijaltaren in te plaatsen. Deze werden vroeger soms onderhouden door gilden of vrome broederschappen. Ze waren dan gewijd aan de desbetreffende patroonheiligen.